# Araguari
Araguari este un oraș din unitatea federativă Minas Gerais, Brazilia.